# MAD (Eisenach)
Das MAD war eine Großraumdiskothek im thüringischen Eisenach. Der Name ist ein Akronym für „Music, Action und Dance“. Mit rund 35.000 Gästen monatlich war das MAD die größte Diskothek in Thüringen.

## Geschichte
Das MAD wurde im Januar 1995 eröffnet und befand sich zu dieser Zeit in der oberen Etage des PEP-Einkaufszentrums im Eisenacher Stadtteil Hötzelsroda, mit einer Größe von etwa 2.000 m². Die Diskothek bestand aus einer großen Tanzfläche (Mad-Maxx), wo neben den hauseigenen DJs des Öfteren auch überregional bekannte DJs auftraten, wie beispielsweise Heinz Felber. Des Weiteren wurde in einem kleineren Nebenraum (Saitensprung) Musik anderer Stilrichtungen, wie Rock oder Oldies, aufgelegt sowie auf einem weiteren Floor (Blockhaus), Rock- und Metalmusik gespielt. Nach drei Jahren wurde die Fläche auf 2.700 m² vergrößert. Im Oktober 2005 eröffnete das MAD auf dem Gebiet der neuen Freizeitanlage „Eisenach-Arena“ im Ortsteil Stregda, direkt an der Abfahrt Eisenach-Mitte der damaligen Bundesautobahn 4 (seit 2010 Teilstück der Bundesstraße 19) in Gebäuden der ehemaligen Aktienziegelei Eisenach. Die neuen Räumlichkeiten boten 4.000 Gästen auf vier Dance-Floors Platz.
Den Titel Beste deutsche Großraumdiskothek erhielt das MAD im Rahmen der Verleihung des German Disco Award im Juni 2006. Im selben Jahr wurde auch der 3.333.333. Gast gefeiert. Nach mehreren Wochen Dreharbeiten wurde im Januar 2008 über das MAD die Sendung Spiegel TV Extra mit dem Titel „Da geht was! – Discofieber in der Provinz“ gesendet. Zu dieser Zeit hatte das MAD mehr als 90 Beschäftigte.
Im Juni 2010 wurde die Großraumdiskothek geschlossen und später verkauft. Am 10. August 2024 brach in dem verlassenen Gebäude ein Brand aus. Die Feuerwehr ließ daraufhin das Gebäude kontrolliert abbrennen.

## Kritik
Mediale Aufmerksamkeit erregte das MAD durch umstrittene Überwachungsmethoden. Von einem Überwachungszentrum aus wurden die Mitschnitte von 62 Kameras angesehen, keine deutsche Disko hatte mehr Überwachungskameras. Die Videodaten wurden ein halbes Jahr lang gespeichert, auf einem Server mit einer Kapazität von 8 Terabyte. Obendrein konnten Besucher mittels einer Mitgliedskarte einige Vergünstigungen der Diskothek nutzen, beispielsweise freien Eintritt zu bestimmten Veranstaltungen. Auf der Mitgliedskarte wurden aber unter anderem bestellte Getränke samt Bestellzeit gespeichert. So war es den Betreibern möglich, komplette Nutzerprofile zu erstellen und das Angebot entsprechend anzupassen. Die Kundendatei hatte im Jahr 2008 13.000 Mitglieder verzeichnet.